# Plan Unii Gallowaya
Plan Unii Gallowaya (ang. Galloway’s Plan of Union) – plan zakładający utworzenie parlamentu kolonialnego dla brytyjskich kolonii w Ameryce Północnej. Został przedstawiony przez lojalistę, delegata Pensylwanii, Josepha Gallowaya na Pierwszym Kongresie Kontynentalnym w 1774 roku. Projekt ostatecznie został odrzucony niewielką liczbą głosów, doprowadzając do większej polaryzacji lojalistów i patriotów.